# پسرعموها (فیلم ۲۰۱۱)
پسرعموها (به انگلیسی: Cousinhood) فیلمی محصول سال ۲۰۱۱ و به کارگردانی دانیل سانچس آره‌والو است. در این فیلم بازیگرانی همچون کیم گوتیه‌رس، رائول آره‌والو، آدریان لاسترا، اینما کوئستا، آنتونیو د لا توره و کلارا لاگو ایفای نقش کرده‌اند.